# Ото I фон Фалкенщайн
Ото I фон Фалкенщайн (на немски: Otto I von Valkenstein; * ок. 1171; † 1208) е граф на замък Фалкенщайн в Харц и фогт на манастир Кведлинбург.
Той е син на граф Буркард III фон Фалкенщайн (* ок. 1145; † сл. юни 1179) и съпругата му фон Мансфелд (* ок. 1147). Внук е на Буркард фон Конрадсбург (* ок. 1119; † сл. 1155), граф на Фалкенщайн-Конрадсберг, и Бия фон Аменслебен (* ок. 1121). Правнук е на Егено II фон Конрадсбург (* ок. 1093) и праправнук на Буркард I фон Конрадсбург (* ок. 1067).
Брат е на Дитрих фон Фалкенщайн († сл. 1174) и Буркард фон Фалкенщайн († сл. 1179).

## Фамилия
Ото I фон Фалкенщайн се жени и има три деца:
- Хойер фон Фалкенщайн († сл. 1154), граф на Фалкенщайн
- Мехтилд фон Фалкенщайн († сл. 1161), абатиса на Св. Мариен
- Буркард IV фон Фалкенщайн (* ок. 1193; † 1215), граф на Фалкенщайн, фогт на манастир Кведлинбург, женен за Кунигунда фон Райхенбах-Цигенхайн (* ок. 1180; † сл. 1207), родители на граф Ото II фон Фалкенщайн